# Nekrolog September 2017
Nekrolog
◄◄
| ◄
| 2013
| 2014
| 2015
| 2016
| 2017 | 2018 | 2019 | 2020 | 2021 | ►
Januar |
Februar |
März |
April |
Mai |
Juni |
Juli |
August |
September |
Oktober |
November |
Dezember 2017
Weitere Ereignisse | Allgemeiner Nekrolog 2017
Die Beschreibung der verstorbenen Person sollte so kurz wie möglich gehalten sein und nur deren signifikante Tätigkeit(en) enthalten.
Neue Namen ggf. auch unter dem Geburts- und Sterbedatum, also etwa unter 1. Januar und im Geburts- und Sterbejahr (2024) eintragen (nur bei entsprechender großer Wichtigkeit). Für Beispiele siehe die schon vorhandenen Artikel.
Außerdem über die fünf zuletzt Verstorbenen, zu denen es einen ausreichend guten Artikel für eine Präsentation auf der Hauptseite gibt, nach der todesbedingten Überarbeitung der Artikel ggf. auch unter Wikipedia Diskussion:Hauptseite informieren und sie am besten auch in den anderen Wikipedia-Sprachversionen eintragen. Tipp: Regelmäßig bei news.google.de nach „ist tot“, „gestorben“ oder „verstorben“ suchen.
Wenn eine Person gestorben ist, gibt es viele Seiten zu dieser Person in der Wikipedia, die davon auch betroffen sind und entsprechend aktualisiert werden müssen. Beispiele: Namenübersichtsseite, Geburtsjahr, Geburtsort-Seiten und viele mehr.
Wie finde ich die betroffenen Seiten?
Im Suchfeld auf der linken Seite gibt man den Suchbegriff so ein: „Vorname Nachname“. Dann klickt man auf Volltext und alle Seiten mit entsprechendem Suchtext werden aufgerufen. Hier sieht man dann schnell, wo auch das Todesjahr Sinn macht oder sogar ein Teil des Artikels angepasst werden muss. Auch hilft das „Werkzeug“ auf der linken Seite sehr gut, um solche Seiten aufzufinden: „Links auf diese Seite“. Somit ist die Wikipedia wieder aktuell in allen Bereichen! Hinweis: bei Eintragung der Kategorie „Gestorben JAHR“ wird der Missbrauchsfilter 49 ausgelöst, was jedoch nicht schlimm ist. Siehe: Spezial:Missbrauchsfilter/49
Dies ist eine Liste von im September 2017 verstorbenen bekannten Persönlichkeiten. Die Einträge erfolgen innerhalb der einzelnen Daten alphabetisch sortiert. Tiere sind im Nekrolog für Tiere zu finden.

## September
| Tag           | Name                                           | Beruf, bekannt als                                                                       | Alter | Beleg                            |
| ------------- | ---------------------------------------------- | ---------------------------------------------------------------------------------------- | ----- | -------------------------------- |
| 30. September | Tom Alter                                      | indischer Schauspieler                                                                   | 67    |                                  |
| 30. September | Elizabeth Baur                                 | US-amerikanische Schauspielerin                                                          | 69    |                                  |
| 30. September | Frank Brown                                    | US-amerikanischer Geologe und Geochemiker                                                | 73    |                                  |
| 30. September | Wolfgang Bunk                                  | deutscher Metallkundler                                                                  | 90    |                                  |
| 30. September | Raoul Gatto                                    | italienischer Physiker                                                                   | 86    |                                  |
| 30. September | Monty Hall                                     | kanadischer Showmaster und Fernsehproduzent                                              | 96    |                                  |
| 30. September | Wolfgang Heinemann                             | deutscher Historiker                                                                     | 81    |                                  |
| 30. September | Jan Henriksen                                  | norwegischer Radrennfahrer                                                               | 71    |                                  |
| 30. September | Hans Liebhardt                                 | rumäniendeutscher Journalist und Schriftsteller                                          | 83    |                                  |
| 30. September | Donald Malarkey                                | US-amerikanischer Soldat                                                                 | 96    |                                  |
| 30. September | John S. Marsh                                  | britischer Agrarökonom                                                                   | 85    |                                  |
| 30. September | Ion Mateescu                                   | rumänischer Fußballspieler                                                               | 64    |                                  |
| 30. September | Philippe Médard                                | französischer Handballspieler                                                            | 58    |                                  |
| 30. September | Tom Paley                                      | US-amerikanischer Folkmusiker                                                            | 89    |                                  |
| 30. September | Kike Paz                                       | peruanischer Sänger                                                                      | 56    |                                  |
| 30. September | Stig Stenholm                                  | finnischer Physiker                                                                      | 78    |                                  |
| 30. September | Iulian Vlad                                    | rumänischer Politiker                                                                    | 86    |                                  |
| 30. September | Wladimir Wojewodski                            | US-amerikanischer Mathematiker                                                           | 51    |                                  |
| 29. September | Solange Badim                                  | brasilianische Schauspielerin                                                            | 53    |                                  |
| 29. September | Célia                                          | brasilianische Sängerin                                                                  | 70    |                                  |
| 29. September | Lorenz Funk senior                             | deutscher Eishockeyspieler                                                               | 70    |                                  |
| 29. September | Rolf Herings                                   | deutscher Leichtathlet und Fußballtrainer                                                | 77    |                                  |
| 29. September | Ted Janssen                                    | niederländischer Kristallograph                                                          | 81    |                                  |
| 29. September | Gustl Lütjens                                  | deutscher Rockmusiker                                                                    | 65    |                                  |
| 29. September | Wiesław Michnikowski                           | polnischer Schauspieler                                                                  | 95    |                                  |
| 29. September | Anthony Leopold Raymond Peiris                 | sri-lankischer Bischof                                                                   | 85    |                                  |
| 29. September | Magdalena Ribbing                              | schwedische Journalistin und Schriftstellerin                                            | 77    |                                  |
| 29. September | Horst Schad                                    | deutscher Fußball- und Tennisspieler                                                     | 87    |                                  |
| 29. September | Rainer Schwenn                                 | deutscher Astrophysiker                                                                  | 76    |                                  |
| 28. September | Doris Bosch                                    | deutsche Erziehungswissenschaftlerin                                                     | 86    |                                  |
| 28. September | Robert Ducret                                  | Schweizer Politiker                                                                      | 90    |                                  |
| 28. September | Balys Gajauskas                                | litauischer Politiker                                                                    | 91    |                                  |
| 28. September | Gabriele Henkel                                | deutsche Kunstsammlerin und -mäzenin, Autorin und Künstlerin                             | 85    |                                  |
| 28. September | Antonio Isasi-Isasmendi                        | spanischer Filmschaffender                                                               | 90    |                                  |
| 28. September | Katharina Kammer-Veken                         | deutsche Schriftstellerin                                                                | 96    |                                  |
| 28. September | Karla Luna                                     | mexikanische Humoristin, Schauspielerin und Sängerin                                     | 38    |                                  |
| 28. September | Donald Mitchell                                | britischer Musikwissenschaftler und -kritiker                                            | 92    |                                  |
| 28. September | Vann Molyvann                                  | kambodschanischer Architekt und Politiker                                                | 90    |                                  |
| 28. September | Daniel Pe’er                                   | israelischer Fernsehmoderator                                                            | 74    |                                  |
| 28. September | Željko Perušić                                 | jugoslawischer Fußballspieler                                                            | 81    |                                  |
| 28. September | Werner Platzer                                 | österreichischer Anatom                                                                  | 88    |                                  |
| 28. September | Jürgen Roth                                    | deutscher Publizist                                                                      | 71    |                                  |
| 28. September | Andreas Schmidt                                | deutscher Schauspieler und Regisseur                                                     | 53    |                                  |
| 28. September | Erich Schneider-Wessling                       | deutscher Architekt                                                                      | 86    |                                  |
| 28. September | Karl Sturm                                     | deutscher Schauspieler und Synchronsprecher                                              | 82    |                                  |
| 28. September | Wiktor Wilner                                  | russischer Künstler                                                                      | 92    |                                  |
| 28. September | Benjamin Whitrow                               | britischer Schauspieler                                                                  | 80    |                                  |
| 27. September | Edmond Abelé                                   | französischer Bischof                                                                    | 92    |                                  |
| 27. September | Heinz Berthold                                 | deutscher Religionshistoriker                                                            | 90    |                                  |
| 27. September | Helen Englert Blaum                            | US-amerikanische Swing-Sängerin                                                          | 95    |                                  |
| 27. September | Franz Karl Burgmer                             | deutscher Politiker                                                                      | 87    |                                  |
| 27. September | Joy Fleming                                    | deutsche Sängerin                                                                        | 72    |                                  |
| 27. September | Klaus von Gaffron                              | deutscher Fotokünstler                                                                   | 71    |                                  |
| 27. September | Hans Gerschwiler                               | Schweizer Eiskunstläufer                                                                 | 97    |                                  |
| 27. September | Hugh Hefner                                    | US-amerikanischer Verleger                                                               | 91    |                                  |
| 27. September | Anne Jeffreys                                  | US-amerikanische Schauspielerin                                                          | 94    |                                  |
| 27. September | William F. Miller                              | US-amerikanischer Informatiker und Wissenschaftsmanager                                  | 91    |                                  |
| 27. September | Hans Neumeister                                | deutscher Geograph                                                                       | 78    |                                  |
| 27. September | Zuzana Růžičková                               | tschechische Cembalistin                                                                 | 90    |                                  |
| 27. September | Joel Smoller                                   | US-amerikanischer Mathematiker                                                           | 81    |                                  |
| 27. September | Helen Southern                                 | US-amerikanische Sängerin                                                                | 95    |                                  |
| 27. September | Antonio Spallino                               | italienischer Fechter und Politiker                                                      | 92    |                                  |
| 27. September | Joe Stefanelli                                 | US-amerikanischer Künstler                                                               | 96    |                                  |
| 27. September | Hermann Willeke                                | deutscher Verwaltungsbeamter und Politiker                                               | 87    |                                  |
| 26. September | Dominador Aytona                               | philippinischer Politiker                                                                | 99    |                                  |
| 26. September | Ljudmila Beloussowa                            | sowjetische Eiskunstläuferin                                                             | 81    |                                  |
| 26. September | Richard Boucher                                | französischer Fußballspieler und -trainer                                                | 85    |                                  |
| 26. September | Noël Cunningham-Reid                           | britischer Autorennfahrer                                                                | 86    |                                  |
| 26. September | Robert Delpire                                 | französischer Fotograf, Herausgeber, Grafikdesigner, Kurator und Filmproduzent           | 91    |                                  |
| 26. September | Barry Dennen                                   | US-amerikanischer Schauspieler                                                           | 79    |                                  |
| 26. September | Květa Fialová                                  | tschechische Schauspielerin                                                              | 88    |                                  |
| 26. September | Neville Furlong                                | irischer Rugby-Union-Spieler                                                             | 49    |                                  |
| 26. September | Barbara Göpel                                  | deutsche Kunsthistorikerin                                                               | 95    |                                  |
| 26. September | Günter Halm                                    | deutscher Offizier                                                                       | 95    |                                  |
| 26. September | Morton A. Kaplan                               | US-amerikanischer Politikwissenschaftler                                                 | 96    |                                  |
| 26. September | Hermann Josef Kreitmeir                        | deutscher Publizist und Journalist                                                       | 91    |                                  |
| 26. September | Peter Lewis                                    | australischer Politiker                                                                  | 75    |                                  |
| 26. September | Ruth Lomon                                     | kanadische Komponistin und Pianistin                                                     | 86    |                                  |
| 26. September | Berno Rupp                                     | deutscher Salvatorianer und Sozialseelsorger                                             | 81    |                                  |
| 26. September | Alfred Stepan                                  | US-amerikanischer Politikwissenschaftler                                                 | 81    |                                  |
| 26. September | Jorge Vásquez                                  | chilenischer Fußballspieler                                                              | 95    |                                  |
| 25. September | M. Cherif Bassiouni                            | ägyptisch-US-amerikanischer Rechtswissenschaftler                                        | 79    |                                  |
| 25. September | Tony Booth                                     | britischer Schauspieler                                                                  | 85    |                                  |
| 25. September | Nora Dauenhauer                                | US-amerikanische Autorin                                                                 | 90    |                                  |
| 25. September | Elizabeth Dawn                                 | britische Schauspielerin                                                                 | 77    |                                  |
| 25. September | Jackie Flavelle                                | britischer Bassist                                                                       | 78    |                                  |
| 25. September | Helga Grebing                                  | deutsche Historikerin                                                                    | 87    |                                  |
| 25. September | Josef Horntrich                                | deutscher Chirurg                                                                        | 86    |                                  |
| 25. September | Jan Kelch                                      | deutscher Kunsthistoriker                                                                | 78    |                                  |
| 25. September | Boby Knutt                                     | britischer Schauspieler                                                                  | 71    |                                  |
| 25. September | Mateo Hu Xiande                                | chinesischer Bischof                                                                     | 82    |                                  |
| 25. September | Folke Rabe                                     | schwedischer Komponist und Musiker                                                       | 81    |                                  |
| 25. September | Joseph William Schmitt                         | US-amerikanischer Raumanzugtechniker                                                     | 101   |                                  |
| 25. September | Alfred Sigel                                   | deutscher Mediziner                                                                      | 96    |                                  |
| 25. September | Jan Tříska                                     | tschechischer Schauspieler                                                               | 80    |                                  |
| 24. September | Washington Benavidez                           | uruguayischer Schriftsteller                                                             | 87    |                                  |
| 24. September | Łucja Burzyńska                                | polnische Theater- und Filmschauspielerin                                                | 92    |                                  |
| 24. September | Gisèle Casadesus                               | französische Schauspielerin                                                              | 103   |                                  |
| 24. September | E. G. D. Cohen                                 | US-amerikanischer Physiker                                                               | 94    |                                  |
| 24. September | Norman Dyhrenfurth                             | US-amerikanischer Bergsteiger und Kameramann                                             | 99    |                                  |
| 24. September | Greta Fryxell                                  | US-amerikanische Mikrobiologin und Meeresbiologin                                        | 90    |                                  |
| 24. September | Hans Geulen                                    | deutscher Germanist                                                                      | 85    |                                  |
| 24. September | Jack Good                                      | britischer Fernseh- und Theaterproduzent                                                 | 86    |                                  |
| 24. September | Erwin Issler                                   | deutscher Architekt, deutsch-rumänischer Vertriebenenfunktionär                          | 89    |                                  |
| 24. September | Adam Kuczma                                    | polnischer Geistlicher                                                                   | 93    |                                  |
| 24. September | Kito Lorenc                                    | deutsch-sorbischer Lyriker und Dramatiker                                                | 79    |                                  |
| 24. September | Joseph M. McDade                               | US-amerikanischer Politiker                                                              | 85    |                                  |
| 24. September | Steffen Mix                                    | deutscher Fußballschiedsrichter                                                          | 27    |                                  |
| 24. September | Ulrike von Möllendorff                         | deutsche Journalistin und Moderatorin                                                    | 78    |                                  |
| 24. September | Kit Reed                                       | US-amerikanische Schriftstellerin                                                        | 85    |                                  |
| 24. September | József Ruszoly                                 | ungarischer Rechtshistoriker                                                             | 77    | doi:10.26498/zrgga-2018-13501129 |
| 24. September | Manuel da Silva Martins                        | portugiesischer Bischof                                                                  | 90    |                                  |
| 23. September | A. Binion Amerson                              | US-amerikanischer Arachnologe, Ornithologe und Ökologe                                   | 81    |                                  |
| 23. September | Waleri Assapow                                 | russischer Generalleutnant                                                               | 51    |                                  |
| 23. September | Lothar Biener                                  | deutscher Politiker                                                                      | 82    |                                  |
| 23. September | Karl Heinz Bönner                              | deutscher Entwicklungspsychologe                                                         | 85    |                                  |
| 23. September | Charles Bradley                                | US-amerikanischer Soulsänger                                                             | 68    |                                  |
| 23. September | Hubert Feichtlbauer                            | österreichischer Journalist und Buchautor                                                | 85    |                                  |
| 23. September | Klaus Franke                                   | deutscher Politiker                                                                      | 94    |                                  |
| 23. September | Edward Garden                                  | britischer Musikwissenschaftler                                                          | 87    |                                  |
| 23. September | Walter Lehmann                                 | Schweizer Turner                                                                         | 98    |                                  |
| 23. September | Charles Osborne                                | australisch-britischer Autor                                                             | 89    |                                  |
| 23. September | Petko Radew                                    | bulgarischer Klarinettist und Hochschullehrer                                            | 84    |                                  |
| 23. September | Peter Werner                                   | deutscher Fußballspieler                                                                 | 71    |                                  |
| 23. September | Samuel H. Young                                | US-amerikanischer Politiker                                                              | 94    |                                  |
| 22. September | Mohammed Mahdi Akef                            | ägyptischer Religionsführer                                                              | 89    |                                  |
| 22. September | Tim Anderson                                   | britischer Leichtathlet                                                                  | 91    |                                  |
| 22. September | Mike Carr                                      | britischer Jazzpianist und Organist                                                      | 79    |                                  |
| 22. September | Thelma Chalifoux                               | kanadische Politikerin                                                                   | 88    |                                  |
| 22. September | Gheorghe Dolgu                                 | rumänischer Politiker (PCR), Wirtschaftswissenschaftler, Hochschullehrer und Botschafter | 88    |                                  |
| 22. September | Von R. Eshleman                                | US-amerikanischer Elektroingenieur und Astronom                                          | 93    |                                  |
| 22. September | Eric Eycke                                     | US-amerikanischer Sänger                                                                 | 55    |                                  |
| 22. September | Brunero Gherardini                             | italienischer Theologe                                                                   | 92    |                                  |
| 22. September | Harry W. Green                                 | US-amerikanischer Geophysiker                                                            | 77    |                                  |
| 22. September | Joachim Henze                                  | deutscher Agrarwissenschaftler                                                           | 89    |                                  |
| 22. September | Gregor Martin Lechner                          | deutsch-österreichischer Kunsthistoriker und Theologe                                    | 77    |                                  |
| 22. September | Paavo Lonkila                                  | finnischer Skilangläufer                                                                 | 94    |                                  |
| 22. September | Börje Vestlund                                 | schwedischer Politiker                                                                   | 57    |                                  |
| 22. September | John Worsdale                                  | englischer Fußballspieler                                                                | 68    |                                  |
| 22. September | Daniel Yankelovich                             | US-amerikanischer Sozialwissenschaftler                                                  | 92    |                                  |
| 21. September | Edward Allington                               | britischer Bildhauer                                                                     | 66    |                                  |
| 21. September | Liliane Bettencourt                            | französische Unternehmerin                                                               | 94    |                                  |
| 21. September | Walter Gorenflos                               | deutscher Diplomat                                                                       | 89    |                                  |
| 21. September | Heinrich Hamm                                  | deutscher Organist und Chorleiter                                                        | 83    | [ 1 ]                            |
| 21. September | Ronald Kay                                     | chilenischer Schriftsteller                                                              | 76    |                                  |
| 21. September | Maurice Nivat                                  | französischer Informatiker                                                               | 79    |                                  |
| 21. September | Evelyn Scott                                   | australische Aktivistin                                                                  | 82    |                                  |
| 20. September | Greg Antonacci                                 | US-amerikanischer Filmschaffender                                                        | 70    |                                  |
| 20. September | Francesc Bonastre i Bertran                    | katalanischer Musikwissenschaftler, Musikpädagoge und Komponist                          | 73    |                                  |
| 20. September | Peter Dachler                                  | Schweizer Psychologe                                                                     | 79    |                                  |
| 20. September | Jean Rigalle Elysée                            | haitianischer Bischof                                                                    | 89    |                                  |
| 20. September | Günter Herrmann                                | deutscher Kernchemiker                                                                   | 91    |                                  |
| 20. September | Werner Heun                                    | deutscher Rechtswissenschaftler                                                          | 63    |                                  |
| 20. September | Kenneth J. Holum                               | US-amerikanischer Althistoriker                                                          | ?     |                                  |
| 20. September | William H. Ittelson                            | US-amerikanischer Psychologe                                                             | 97    |                                  |
| 20. September | Carl Heinz Jacob                               | deutscher Hochschulkanzler                                                               | 76    |                                  |
| 20. September | Jimmy Magee                                    | irischer Sportreporter                                                                   | 82    |                                  |
| 20. September | Ene Mihkelson                                  | estnische Schriftstellerin                                                               | 72    |                                  |
| 20. September | Lillian Ross                                   | US-amerikanische Journalistin                                                            | 99    |                                  |
| 20. September | Oskar Schulz                                   | österreichischer Skilangläufer, Mineraloge und Petrologe                                 | 93    |                                  |
| 20. September | Shakila                                        | indische Schauspielerin                                                                  | 82    |                                  |
| 20. September | Arne Solli                                     | norwegischer General                                                                     | 79    |                                  |
| 20. September | Teddy Taylor                                   | britischer Politiker                                                                     | 80    |                                  |
| 20. September | Hermann Waldy                                  | österreichischer Motorsportler                                                           | 69    |                                  |
| 19. September | Peter Barcaba                                  | österreichischer Komponist                                                               | 69    |                                  |
| 19. September | Brian Barder                                   | britischer Diplomat                                                                      | 83    |                                  |
| 19. September | Binho do Quilombo                              | brasilianischer Menschenrechtsaktivist                                                   | 36    |                                  |
| 19. September | Bernie Casey                                   | US-amerikanischer Schauspieler                                                           | 78    |                                  |
| 19. September | Leonid Charitonow                              | russischer Opernsänger                                                                   | 85    |                                  |
| 19. September | George G. Goble                                | US-amerikanischer Bauingenieur                                                           | 88    |                                  |
| 19. September | Horst Herrmann                                 | deutscher Kirchenkritiker, Soziologe und Schriftsteller                                  | 77    |                                  |
| 19. September | Kathi Hörl                                     | österreichische Skirennläuferin                                                          | 81    |                                  |
| 19. September | Aleksander Krzymiński                          | polnischer Wirtschaftswissenschaftler und Politiker                                      | 90    |                                  |
| 19. September | Jake LaMotta                                   | US-amerikanischer Boxer                                                                  | 95    |                                  |
| 19. September | Wasili Melnikow                                | sowjetischer Skirennläufer                                                               | 74    |                                  |
| 19. September | Massimo Natili                                 | italienischer Rennfahrer                                                                 | 82    |                                  |
| 19. September | Rainer Roscher                                 | deutscher Chorleiter und Organist                                                        | 92    |                                  |
| 19. September | Peter Säckl                                    | deutscher Architekt und Politiker                                                        | 77    |                                  |
| 19. September | José Salcedo                                   | spanischer Filmeditor                                                                    | 68    |                                  |
| 19. September | Johnny Sandlin                                 | US-amerikanischer Musikproduzent                                                         | 72    |                                  |
| 19. September | David Shepherd                                 | britischer Maler                                                                         | 86    |                                  |
| 19. September | Ruth Winter                                    | österreichische Schauspielerin                                                           | 91    |                                  |
| 18. September | Akiko Akazome                                  | japanische Schriftstellerin                                                              | 42    |                                  |
| 18. September | Omayda Alfonso                                 | kubanische Journalistin                                                                  | 52    |                                  |
| 18. September | Jean-Claude Capèle                             | deutsch-französischer Germanist, Autor und Übersetzer                                    | 64    |                                  |
| 18. September | Erwin Eichbaum                                 | deutscher Maler und Bildhauer                                                            | 89    |                                  |
| 18. September | Werner Faber                                   | deutscher Pädagoge                                                                       | 89    |                                  |
| 18. September | Paul Edward Gray                               | US-amerikanischer Elektroingenieur und Hochschulpräsident                                | 85    |                                  |
| 18. September | Chuck Low                                      | US-amerikanischer Schauspieler                                                           | 89    |                                  |
| 18. September | Egbert Möcklinghoff                            | deutscher Jurist und Politiker                                                           | 93    |                                  |
| 18. September | John Nicholson                                 | neuseeländischer Rennfahrer                                                              | 75    |                                  |
| 18. September | Richard Nötstaller                             | österreichischer Montanwissenschaftler                                                   |       |                                  |
| 18. September | Ansgar Paus                                    | deutscher Theologe                                                                       | 85    |                                  |
| 18. September | Jean Plaskie                                   | belgischer Fußballspieler                                                                | 76    |                                  |
| 18. September | Margit Rupp                                    | deutsche Oberkirchenrätin                                                                | 62    |                                  |
| 18. September | Marianne Schmidt                               | deutsche Schriftstellerin und Literaturwissenschaftlerin                                 | 88    |                                  |
| 18. September | Mark Otis Selby                                | US-amerikanischer Musiker                                                                | 56    |                                  |
| 18. September | Surab Sotkilawa                                | sowjetischer bzw. georgischer Opernsänger und Fußballspieler                             | 80    |                                  |
| 18. September | Pete Turner                                    | US-amerikanischer Fotograf                                                               | 83    |                                  |
| 18. September | Kenji Watanabe                                 | japanischer Schwimmer                                                                    | 48    |                                  |
| 18. September | Paul Wilson                                    | schottischer Fußballspieler                                                              | 66    |                                  |
| 17. September | Eberhard Barbi                                 | deutscher Komponist und Chorleiter                                                       | 82    |                                  |
| 17. September | Eugenio Bersellini                             | italienischer Fußballspieler und -trainer                                                | 81    |                                  |
| 17. September | Richard „Rick“ Centalonza                      | US-amerikanischer Holzbläser                                                             | 71    |                                  |
| 17. September | Antoni Domènech                                | spanischer Philosoph                                                                     | 65    |                                  |
| 17. September | William F. Goodling                            | US-amerikanischer Politiker                                                              | 89    |                                  |
| 17. September | Kate Guinzburg                                 | US-amerikanische Filmproduzentin                                                         | 60    |                                  |
| 17. September | Bobby Heenan                                   | US-amerikanischer Wrestling-Manager und -Kommentator                                     | 72    |                                  |
| 17. September | Dietrich Kremp                                 | deutscher Physiker                                                                       | 80    |                                  |
| 17. September | Laudir de Oliveira                             | brasilianischer Perkussionist und Musikproduzent                                         | 77    |                                  |
| 17. September | Lascăr Pană                                    | rumänischer Handballspieler und -trainer                                                 | 83    |                                  |
| 17. September | Martin Posth                                   | deutscher Industriemanager                                                               | 73    |                                  |
| 17. September | Beate Schmeichel-Falkenberg                    | deutsche Exilforscherin und Autorin                                                      | 91    |                                  |
| 17. September | Uwe Storch                                     | deutscher Mathematiker                                                                   | 77    |                                  |
| 17. September | Rolf A. Weil                                   | deutsch-US-amerikanischer Ökonom                                                         | 95    |                                  |
| 16. September | Gerd Bollmann                                  | deutscher Politiker                                                                      | 69    |                                  |
| 16. September | Günther Goller                                 | österreichischer Politiker                                                               | 89    |                                  |
| 16. September | Annette Haller                                 | deutsche Judaistin                                                                       | 59    |                                  |
| 16. September | Wilfried Legat                                 | deutscher Verkehrsplaner                                                                 | 83    |                                  |
| 16. September | Jacky Micaelli                                 | französische Sängerin                                                                    | 62    |                                  |
| 16. September | Petr Šabach                                    | tschechischer Schriftsteller                                                             | 66    |                                  |
| 16. September | Gilbert Sauvan                                 | französischer Politiker                                                                  | 61    |                                  |
| 16. September | Arjan Singh                                    | indischer Militär und Diplomat                                                           | 98    |                                  |
| 15. September | Arthur Apfel                                   | britischer Eiskunstläufer                                                                | 94    |                                  |
| 15. September | Jean Aussanaire                                | französischer Jazzmusiker                                                                | 56    |                                  |
| 15. September | Gian Franco Bottazzo                           | italienischer Mediziner                                                                  | 71    |                                  |
| 15. September | Violet Brown                                   | jamaikanische Supercentenarian                                                           | 117   |                                  |
| 15. September | Gerhard Elsner                                 | deutscher Maler und Graphiker                                                            | 86    |                                  |
| 15. September | Hans Carl Fickert                              | deutscher Verwaltungsjurist                                                              | 99    |                                  |
| 15. September | Frode Granhus                                  | norwegischer Autor                                                                       | 52    |                                  |
| 15. September | Jürgen Hinrich Hewers                          | deutscher Geiger und Konzertmeister                                                      | 93    |                                  |
| 15. September | Mircea Ionescu-Quintus                         | rumänischer Politiker und Schriftsteller                                                 | 100   |                                  |
| 15. September | Tommy Irvin                                    | US-amerikanischer Politiker                                                              | 88    |                                  |
| 15. September | Wolfgang Klein                                 | deutscher Leichtathlet, Sportfunktionär, Journalist und Moderator                        | 76    |                                  |
| 15. September | Izidoro Kosiński                               | brasilianischer Bischof                                                                  | 85    |                                  |
| 15. September | Leon Mestel                                    | britischer Astrophysiker                                                                 | 90    |                                  |
| 15. September | Albert Moses                                   | britischer Schauspieler                                                                  | 79    |                                  |
| 15. September | Horst Radtke                                   | deutscher Politiker                                                                      | 75    |                                  |
| 15. September | Dwijen Sharma                                  | bangladeschischer Naturforscher                                                          | 88    |                                  |
| 15. September | Rolf Sigg                                      | Schweizer Pfarrer und Sterbehelfer                                                       | 100   |                                  |
| 15. September | Albert Speer junior                            | deutscher Stadtplaner und Architekt                                                      | 83    |                                  |
| 15. September | Harry Dean Stanton                             | US-amerikanischer Schauspieler                                                           | 91    |                                  |
| 15. September | Peter Tschernig                                | deutscher Musiker                                                                        | 72    |                                  |
| 15. September | Hans F. Weinberger                             | US-amerikanischer Mathematiker                                                           | 88    |                                  |
| 14. September | Wolfgang Bochow                                | deutscher Badmintonspieler                                                               | 73    |                                  |
| 14. September | Paul Canart                                    | belgischer Paläograph                                                                    | 89    |                                  |
| 14. September | Arnold Chan                                    | kanadischer Anwalt und Politiker                                                         | 50    |                                  |
| 14. September | George Englund                                 | US-amerikanischer Filmschaffender                                                        | 91    |                                  |
| 14. September | Börje Forsberg                                 | schwedischer Labelbesitzer                                                               | 73    |                                  |
| 14. September | Marcel Herriot                                 | französischer Bischof                                                                    | 83    |                                  |
| 14. September | Djibo Leyti Kâ                                 | senegalesischer Politiker                                                                | 69    |                                  |
| 14. September | Ata Kandó                                      | ungarische Fotografin                                                                    | 103   |                                  |
| 14. September | Wolfgang Michels                               | deutscher Musiker und Singer-Songwriter                                                  | 66    |                                  |
| 14. September | Lungtok Tenpai Nyima Rinpoche                  | tibetischer Bön-Abt                                                                      | 90    |                                  |
| 14. September | Semih Tezcan                                   | türkischer Turkologe und Sprachwissenschaftler                                           | 74    |                                  |
| 14. September | Hans-Günther Toetemeyer                        | deutscher Politiker                                                                      | 87    |                                  |
| 14. September | Ángel Luis Torruellas                          | puerto-ricanischer Sänger                                                                | 79    |                                  |
| 14. September | Otto Wanz                                      | österreichischer Boxer, Ringer, Wrestler und Schauspieler                                | 74    |                                  |
| 14. September | Petra Wernicke                                 | deutsche Politikerin                                                                     | 64    |                                  |
| 13. September | Tom Beckert                                    | US-amerikanischer Tonmeister                                                             | 90    |                                  |
| 13. September | Pete Domenici                                  | US-amerikanischer Politiker                                                              | 85    |                                  |
| 13. September | Slavko Goldstein                               | jugoslawischer bzw. kroatischer Autor und Politiker                                      | 89    |                                  |
| 13. September | Grant Hart                                     | US-amerikanischer Musiker und Singer-Songwriter                                          | 56    |                                  |
| 13. September | Michael Patrick Stuart Irwin                   | britisch-rhodesischer Ornithologe                                                        | 92    |                                  |
| 13. September | Paloma Matta                                   | französische Schauspielerin                                                              | 72    |                                  |
| 13. September | Hans-Dieter Pape                               | deutscher Kieferchirurg                                                                  | 85    |                                  |
| 13. September | Jean Luc Roché                                 | französischer Geigen- und Bogenbauer                                                     | 69    |                                  |
| 13. September | Kazimierz Ryczan                               | polnischer Bischof                                                                       | 78    |                                  |
| 13. September | Robert Franz Schmidt                           | deutscher Physiologe                                                                     | 84    |                                  |
| 13. September | Gerhard Sellin                                 | deutscher Theologe                                                                       | 73    |                                  |
| 13. September | Frank Vincent                                  | US-amerikanischer Schauspieler                                                           | 78    |                                  |
| 13. September | Franz Wolkinger                                | österreichischer Biologe und Naturschützer                                               | 81    |                                  |
| 12. September | Frank Capp                                     | US-amerikanischer Jazz-Schlagzeuger und Bandleader                                       | 86    |                                  |
| 12. September | Joel Davitz                                    | US-amerikanischer Psychologe und Kommunikationswissenschaftler                           | 91    |                                  |
| 12. September | Heiner Geißler                                 | deutscher Politiker                                                                      | 87    |                                  |
| 12. September | Alfred Gerth                                   | österreichischer Fußballspieler                                                          | 96    |                                  |
| 12. September | Siegfried Köhler                               | deutscher Dirigent und Komponist                                                         | 94    |                                  |
| 12. September | Dieter E. Lange                                | deutscher Zahnmediziner                                                                  | 84    |                                  |
| 12. September | Allan MacEachen                                | kanadischer Politiker                                                                    | 96    |                                  |
| 12. September | Heinz Malangré                                 | deutscher Autor und Funktionär                                                           | 87    |                                  |
| 12. September | Hans Marko                                     | deutscher Elektroingenieur                                                               | 92    |                                  |
| 12. September | Sarah McLawler                                 | US-amerikanische Sängerin                                                                | 91    |                                  |
| 12. September | Edith Windsor                                  | US-amerikanische LGBT-Aktivistin                                                         | 88    |                                  |
| 12. September | Riem de Wolff                                  | niederländischer Musiker                                                                 | 74    |                                  |
| 11. September | Buitraguito                                    | kolumbianischer Sänger                                                                   | 88    |                                  |
| 11. September | Alfonso Caycedo                                | spanischer Psychiater                                                                    | 84    |                                  |
| 11. September | Kurt Denkert                                   | deutscher Politiker                                                                      | 88    |                                  |
| 11. September | J. P. Donleavy                                 | US-amerikanisch-irischer Schriftsteller                                                  | 91    |                                  |
| 11. September | Rudolf Fries                                   | österreichischer Kieferchirurg                                                           | 88    |                                  |
| 11. September | Alfred Gadenne                                 | belgischer Politiker                                                                     | 71    |                                  |
| 11. September | Feofan Galinskij                               | ukrainischer russisch-orthodoxer Erzbischof                                              | 63    |                                  |
| 11. September | Abdul Halim Mu’adzam Shah                      | malaysischer Adeliger und Sultan                                                         | 89    |                                  |
| 11. September | Peter Hall                                     | britischer Theaterregisseur                                                              | 86    |                                  |
| 11. September | Erwin Korb                                     | deutscher Politiker                                                                      | 89    |                                  |
| 11. September | Władysław Liwak                                | polnischer Politiker                                                                     | 75    |                                  |
| 11. September | José Trinidad Medel Pérez                      | mexikanischer Erzbischof                                                                 | 89    |                                  |
| 11. September | Alberto Pagani                                 | italienischer Motorradrennfahrer                                                         | 79    |                                  |
| 11. September | Jeff Parker                                    | US-amerikanischer Eishockeyspieler                                                       | 53    |                                  |
| 11. September | António Francisco dos Santos                   | portugiesischer Bischof                                                                  | 69    |                                  |
| 11. September | Malte Sartorius                                | deutscher Maler und Grafiker                                                             | 83    |                                  |
| 10. September | Frank Ahnert                                   | deutscher Geograph                                                                       | 89    |                                  |
| 10. September | Hans Alfredson                                 | schwedischer Komiker und Schauspieler                                                    | 86    |                                  |
| 10. September | Da Real Gee Money                              | US-amerikanischer Rapper                                                                 | 22    |                                  |
| 10. September | Nancy Dupree                                   | US-amerikanische Historikerin und Archäologin                                            | 89    |                                  |
| 10. September | Ulla Dydo                                      | US-amerikanische Autorin                                                                 | 92    |                                  |
| 10. September | Michael Ehrhart                                | deutscher Fotograf                                                                       | 63    |                                  |
| 10. September | Christian Feit                                 | deutscher Diplomat                                                                       | 95    |                                  |
| 10. September | Kenneth I. Gross                               | US-amerikanischer Mathematiker                                                           | 78    |                                  |
| 10. September | Hans Hirsch                                    | deutscher Wirtschaftswissenschaftler                                                     | 92    |                                  |
| 10. September | Harry Landers                                  | US-amerikanischer Schauspieler                                                           | 96    |                                  |
| 10. September | René Laurentin                                 | französischer Geistlicher                                                                | 99    |                                  |
| 10. September | José Luis Martínez Gómez                       | spanischer Basketballspieler                                                             | 82    |                                  |
| 10. September | James Morwood                                  | britischer Altphilologe                                                                  | 73    |                                  |
| 10. September | Kate Murtagh                                   | US-amerikanische Schauspielerin                                                          | 96    |                                  |
| 10. September | Harald Schlemmer                               | deutscher Geodät                                                                         | 74    |                                  |
| 10. September | Grigoris Varfis                                | griechischer Politiker                                                                   | 90    |                                  |
| 10. September | Len Wein                                       | US-amerikanischer Comicautor                                                             | 69    |                                  |
| 9. September  | Frank Aarebrot                                 | norwegischer Politologe und politischer Kommentator                                      | 70    |                                  |
| 9. September  | Gretta Chambers                                | kanadische Journalistin und Hochschulkanzlerin                                           | 90    |                                  |
| 9. September  | Velasio De Paolis                              | italienischer Kardinal                                                                   | 81    |                                  |
| 9. September  | Axel Kasseböhmer                               | deutscher Künstler                                                                       | ≈65   |                                  |
| 9. September  | Petar Lazić                                    | serbischer Schriftsteller                                                                | 56    |                                  |
| 9. September  | Tex Lecor                                      | kanadischer Singer-Songwriter und Moderator                                              | 84    |                                  |
| 9. September  | Muzzi Loffredo                                 | italienische Sängerin, Schauspielerin und Regisseurin                                    | 76    |                                  |
| 9. September  | Otto Meitinger                                 | deutscher Architekt, Denkmalpfleger und Hochschulpräsident                               | 90    |                                  |
| 9. September  | Pierre Pilote                                  | kanadischer Eishockeyspieler                                                             | 85    |                                  |
| 9. September  | Erika Spiegel                                  | deutsche Sozialwissenschaftlerin                                                         | 91    |                                  |
| 9. September  | Wang Hairong                                   | chinesische Politikerin                                                                  | 79    |                                  |
| 9. September  | Rainer Wolffhardt                              | deutscher Fernsehregisseur                                                               | 90    |                                  |
| 8. September  | Pierre Bergé                                   | französischer Unternehmer und Mäzen                                                      | 86    |                                  |
| 8. September  | Parzival Copes                                 | kanadischer Wirtschaftswissenschaftler                                                   | 93    |                                  |
| 8. September  | Friedel Feldkamp                               | deutscher Fußballspieler                                                                 | 87    |                                  |
| 8. September  | Troy Gentry                                    | US-amerikanischer Countrymusiker                                                         | 50    |                                  |
| 8. September  | Catherine Hardy                                | US-amerikanische Leichtathletin                                                          | 87    |                                  |
| 8. September  | Blake Heron                                    | US-amerikanischer Schauspieler                                                           | 35    |                                  |
| 8. September  | Andy Manndorff                                 | österreichischer Jazzgitarrist                                                           | 60    |                                  |
| 8. September  | Siegmund Musiat                                | deutscher Slawist und Volkskundler                                                       | 87    |                                  |
| 8. September  | Jerry Pournelle                                | US-amerikanischer Journalist und Schriftsteller                                          | 84    |                                  |
| 8. September  | Karl Ravens                                    | deutscher Politiker                                                                      | 90    |                                  |
| 8. September  | Ljubiša Samardžić                              | jugoslawischer bzw. serbischer Schauspieler und Regisseur                                | 80    |                                  |
| 8. September  | Kurt Sobotka                                   | österreichischer Schauspieler                                                            | 87    |                                  |
| 8. September  | Peter Vogler                                   | deutscher Militär                                                                        | 75    |                                  |
| 8. September  | Don Williams                                   | US-amerikanischer Countrymusiker                                                         | 78    |                                  |
| 7. September  | Türkân Akyol                                   | türkische Ärztin und Politikerin                                                         | 88    |                                  |
| 7. September  | Hans Burkardt                                  | deutscher Grafikdesigner und Kalligraph                                                  | 87    |                                  |
| 7. September  | John Maxwell Geddes                            | britischer Komponist                                                                     | 76    |                                  |
| 7. September  | Jeremiah Goodman                               | US-amerikanischer Illustrator                                                            | 94    |                                  |
| 7. September  | John Jack                                      | britischer Musiker, Musikproduzent und Promoter                                          | 84    |                                  |
| 7. September  | Soares Katumbela                               | botswanischer DJ, Jazz-Promoter und Schlagzeuger                                         | 55    |                                  |
| 7. September  | Kim Ki-duk                                     | südkoreanischer Filmregisseur                                                            | 83    |                                  |
| 7. September  | Gerhard Klages                                 | deutscher Physiker                                                                       | 101   |                                  |
| 7. September  | Gene Michael                                   | US-amerikanischer Baseballspieler, -trainer und -funktionär                              | 79    |                                  |
| 7. September  | Berthold Naarmann                              | deutscher Bankmanager                                                                    | 87    |                                  |
| 7. September  | Márta Rafael                                   | deutsche Schauspielerin, Sängerin und Fernsehredakteurin                                 | 91    |                                  |
| 7. September  | Koos Serierse                                  | niederländischer Jazz-Bassist                                                            | 81    |                                  |
| 7. September  | Tomás Villanueva                               | spanischer Politiker                                                                     | 64    |                                  |
| 6. September  | Klaus Baltzer                                  | deutscher evangelischer Theologe                                                         | 89    |                                  |
| 6. September  | Derek Bourgeois                                | britischer Komponist                                                                     | 75    |                                  |
| 6. September  | Monika Brunert-Jetter                          | deutsche Politikerin                                                                     | 61    |                                  |
| 6. September  | Raúl Castañeda                                 | mexikanischer Boxer                                                                      | 34    |                                  |
| 6. September  | Carlo Caffarra                                 | italienischer Kardinal                                                                   | 79    |                                  |
| 6. September  | Janusz Durko                                   | polnischer Historiker und Museumsdirektor                                                | 102   |                                  |
| 6. September  | René Flosdorff                                 | deutscher Elektroingenieur und Hochschulrektor                                           | 88    |                                  |
| 6. September  | María Teresa Gutiérrez de MacGregor            | mexikanische Geographin                                                                  | ≈90   |                                  |
| 6. September  | Walter C. Guralnick                            | US-amerikanischer Kieferchirurg                                                          | 100   |                                  |
| 6. September  | Frits Kalshoven                                | niederländischer Marineoffizier und Rechtswissenschaftler                                | 93    |                                  |
| 6. September  | Oleksij Viktorowytsch Kurinnyj                 | ukrainischer Jurist und Politologe                                                       | 31    |                                  |
| 6. September  | Wladimir Iossifowitsch Lewenstein              | russischer Mathematiker                                                                  | 82    |                                  |
| 6. September  | Nicolae Lupescu                                | rumänischer Fußballspieler und -trainer                                                  | 76    |                                  |
| 6. September  | Şerif Mardin                                   | türkischer Soziologe                                                                     | 90    |                                  |
| 6. September  | Jim McDaniels                                  | US-amerikanischer Basketballspieler                                                      | 69    |                                  |
| 6. September  | Kate Millett                                   | US-amerikanische Schriftstellerin und Feministin                                         | 82    |                                  |
| 6. September  | Leonard Mirman                                 | US-amerikanischer Mathematiker und Wirtschaftswissenschaftler                            | 77    |                                  |
| 6. September  | Mike Neville                                   | britischer Fernsehmoderator                                                              | 80    |                                  |
| 6. September  | Noël Picard                                    | kanadischer Eishockeyspieler                                                             | 78    |                                  |
| 6. September  | Zander Venezia                                 | barbadischer Surfer                                                                      | 16    |                                  |
| 6. September  | Aleksandar Vujić                               | jugoslawischer bzw. serbischer Komponist, Pianist und Dirigent                           | 71    |                                  |
| 6. September  | Lotfi Zadeh                                    | US-amerikanischer Mathematiker                                                           | 96    |                                  |
| 5. September  | Eloísa Álvarez                                 | spanische Politikerin                                                                    | 61    |                                  |
| 5. September  | Johannes Assheuer                              | deutscher Germanist und Sprachdidaktiker                                                 | 87    |                                  |
| 5. September  | Nicolaas Bloembergen                           | niederländisch-US-amerikanischer Physiker                                                | 97    |                                  |
| 5. September  | Leo Cuypers                                    | niederländischer Jazzpianist und Komponist                                               | 69    |                                  |
| 5. September  | Holger Czukay                                  | deutscher Bassist                                                                        | 79    |                                  |
| 5. September  | Virgil Duda                                    | rumänischer Schriftsteller                                                               | 78    |                                  |
| 5. September  | Gert Hatz                                      | deutscher Numismatiker                                                                   | 89    |                                  |
| 5. September  | Gauri Lankesh                                  | indische Journalistin                                                                    | 55    |                                  |
| 5. September  | John Donald Lovis                              | neuseeländischer Botaniker                                                               | 87    |                                  |
| 5. September  | Ma Kwang-soo                                   | südkoreanischer Autor                                                                    | 66    |                                  |
| 5. September  | Arno Rink                                      | deutscher Maler                                                                          | 76    |                                  |
| 5. September  | Heinz Scharr                                   | deutscher Bildhauer                                                                      | 93    |                                  |
| 5. September  | Rick Stevens                                   | US-amerikanischer Musiker                                                                | 77    |                                  |
| 4. September  | Bob Kehoe                                      | US-amerikanischer Fußballspieler und -trainer                                            | 89    |                                  |
| 4. September  | Andrea Klier                                   | deutsche Schriftstellerin                                                                | ?     |                                  |
| 4. September  | John Wilson Lewis                              | US-amerikanischer Politikwissenschaftler                                                 | 86    |                                  |
| 4. September  | Lew Lipatow                                    | russischer Physiker                                                                      | 77    |                                  |
| 4. September  | David Magnusson                                | schwedischer Psychologe                                                                  | 91    |                                  |
| 4. September  | Tekalign Mamo                                  | äthiopischer Agrarwissenschaftler und Politiker                                          | 61    |                                  |
| 4. September  | Julius Markschiess van Trix                    | deutscher Artist und Autor                                                               | 96    |                                  |
| 4. September  | Akiyoshi Matsuoka                              | japanischer Skilangläufer                                                                | 72    |                                  |
| 4. September  | Les McDonald                                   | britisch-kanadischer Triathlet und Sportfunktionär                                       | 84    |                                  |
| 4. September  | Gastone Moschin                                | italienischer Theater- und Filmschauspieler                                              | 88    |                                  |
| 4. September  | Dieter Rumstig                                 | deutscher Gitarrist und Musikdramaturg                                                   | 89    |                                  |
| 4. September  | Heinrich Tauchert                              | deutscher Jugendfunktionär und Geheimdienstoffizier                                      | 83    |                                  |
| 4. September  | José Trinidad Sepúlveda Ruiz-Velasco           | mexikanischer Bischof                                                                    | 96    |                                  |
| 4. September  | Achim Trebst                                   | deutscher Biochemiker                                                                    | 88    |                                  |
| 3. September  | John Ashbery                                   | US-amerikanischer Dichter                                                                | 90    |                                  |
| 3. September  | Walter Becker                                  | US-amerikanischer Rockmusiker                                                            | 67    |                                  |
| 3. September  | Christian Breuer                               | deutscher Fußballspieler                                                                 | 78    |                                  |
| 3. September  | Joan Colom                                     | spanischer Fotograf                                                                      | 96    |                                  |
| 3. September  | Lorraine Gradwell                              | britische Behindertenaktivistin                                                          | 64    |                                  |
| 3. September  | Dave Hlubek                                    | US-amerikanischer Rockmusiker                                                            | 66    |                                  |
| 3. September  | Xaver Meyer                                    | österreichischer Musiker                                                                 | 84    |                                  |
| 3. September  | Rüdiger Minor                                  | deutscher Theologe                                                                       | 78    |                                  |
| 3. September  | Piet Ouderland                                 | niederländischer Fußball- und Basketballspieler                                          | 84    |                                  |
| 3. September  | Sugar Ramos                                    | kubanischer Boxer                                                                        | 75    |                                  |
| 3. September  | Eduard Stapel                                  | deutscher Schwulenaktivist                                                               | 64    |                                  |
| 3. September  | Netta Zagagi                                   | israelische Klassische Philologin                                                        | 77    |                                  |
| 2. September  | Michael Bautz                                  | deutscher Geistlicher                                                                    | 77    |                                  |
| 2. September  | Maria Cäsar                                    | österreichische NS-Widerstandskämpferin und Aktivistin                                   | 96    |                                  |
| 2. September  | Eric Conn                                      | US-amerikanischer Biochemiker                                                            | 94    |                                  |
| 2. September  | Halim El-Dabh                                  | US-amerikanischer Komponist und Musikwissenschaftler                                     | 96    |                                  |
| 2. September  | Eckart Grenzer                                 | deutscher Bildhauer und Steinmetzmeister                                                 | 74    |                                  |
| 2. September  | Murray Lerner                                  | US-amerikanischer Musikdokumentarfilmer                                                  | 90    |                                  |
| 2. September  | Hugo Obwegeser                                 | österreichischer Kieferchirurg                                                           | 96    |                                  |
| 2. September  | Shirish Pai                                    | indische Schriftstellerin und Aktivistin                                                 | 88    |                                  |
| 2. September  | Drew Wahlroos                                  | US-amerikanischer American-Football-Spieler                                              | 37    |                                  |
| 2. September  | Xiang Shouzhi                                  | chinesischer General und Politiker                                                       | 99    |                                  |
| 1. September  | Armando Aste                                   | italienischer Bergsteiger                                                                | 91    |                                  |
| 1. September  | Shelley Berman                                 | US-amerikanischer Schauspieler und Komiker                                               | 92    |                                  |
| 1. September  | Anni Brandt-Elsweier                           | deutsche Politikerin                                                                     | 85    |                                  |
| 1. September  | Jackie Burkett                                 | US-amerikanischer American-Football-Spieler                                              | 80    |                                  |
| 1. September  | Morris Ellis                                   | US-amerikanischer Posaunist und Bandleader                                               | 88    |                                  |
| 1. September  | Charles Gordon-Lennox, 10. Herzog von Richmond | britischer Politiker                                                                     | 87    |                                  |
| 1. September  | Jørgen Knudsen                                 | dänischer Pädagoge und Kritiker                                                          | 91    |                                  |
| 1. September  | Peadar Lamb                                    | irischer Schauspieler                                                                    | 87    |                                  |
| 1. September  | Cormac Murphy-O’Connor                         | britischer Kardinal                                                                      | 85    |                                  |
| 1. September  | Novella Nelson                                 | US-amerikanische Schauspielerin und Sängerin                                             | 77    |                                  |
| 1. September  | Zoe Petre                                      | rumänische Althistorikerin                                                               | 77    |                                  |
| 1. September  | Rolland Plaisance                              | französischer Politiker                                                                  | 92    |                                  |
| 1. September  | Hannes Rehm                                    | deutscher Bankmanager                                                                    | 74    |                                  |
| 1. September  | Peter Remmert                                  | deutscher Jockey und Galopptrainer                                                       | 78    |                                  |
| 1. September  | Paul Schaal                                    | US-amerikanischer Baseballspieler                                                        | 74    |                                  |
| 1. September  | Peter Starlinger                               | deutscher Genetiker und Molekularbiologe                                                 | 86    |                                  |
| 1. September  | Štefan Vrablec                                 | slowakischer Bischof                                                                     | 92    |                                  |
| 1. September  | Anton Vučkov                                   | jugoslawischer Fußballspieler                                                            | 79    |                                  |
| 1. September  | Gin D. Wong                                    | US-amerikanischer Architekt                                                              | 94    |                                  |

### Datum unbekannt
| Tag                              | Name             | Beruf, bekannt als                              | Alter | Beleg |
| -------------------------------- | ---------------- | ----------------------------------------------- | ----- | ----- |
| zwischen 25. und 30. September   | Michael B. Cohen | US-amerikanischer Informatiker und Mathematiker | 25    |       |
| Todesanzeige vom 12. September   | Rivka Harris     | US-amerikanische Altorientalistin               | 89    |       |
| zwischen dem 5. und 8. September | Susanne Fontaine | deutsche Kunsthistorikerin                      | 60    |       |
| zwischen dem 3. und 8. September | Peter Wernicke   | deutscher Ornithologe und Tierfotograf          | 59    |       |